# Amboy (Indiana)
Amboy es un pueblo ubicado en el condado de Miami en el estado estadounidense de Indiana. En el Censo de 2010 tenía una población de 384 habitantes y una densidad poblacional de 423,61 personas por km².

## Geografía
Amboy se encuentra ubicado en las coordenadas 40°36′10″N 85°55′39″O / 40.60278, -85.92750. Según la Oficina del Censo de los Estados Unidos, Amboy tiene una superficie total de 0.91 km², de la cual 0.91 km² corresponden a tierra firme y (0%) 0 km² es agua.

## Demografía
Según el censo de 2010, había 384 personas residiendo en Amboy. La densidad de población era de 423,61 hab./km². De los 384 habitantes, Amboy estaba compuesto por el 96.61% blancos, el 0.52% eran afroamericanos, el 0% eran amerindios, el 1.04% eran asiáticos, el 0% eran isleños del Pacífico, el 1.04% eran de otras razas y el 0.78% pertenecían a dos o más razas. Del total de la población el 0.78% eran hispanos o latinos de cualquier raza.